# Bozen
Bozen (alemany: Bozen, italià: Bolzano, ladí dolomita: Bulsan/Balsan) és la capital del Tirol del Sud, a la regió autònoma de Trentino – Tirol del Sud. Està situada al vessant meridional dels Alps. Limita amb els municipis d'Eppan an der Weinstraße, Karneid, Laives, Deutschnofen, Ritten, Jenesien, Terlan i Vadena.
La població de la ciutat el 2006 era de 99.007 habitants (98.057 habitants el 2005, i de més de 115.000 l'aglomeració urbana). Es troba a 265 m d'altitud, i ocupa una superfície de 52,34 km². La població és de parla italiana en un 73%, alemanya en un 26% i ladina en un 1%.
Bozen, que tradicionalment havia estat territori austríac, pertany a Itàlia des del final de la primera guerra mundial, el 1918.

## Personatges il·lustres
- Josef Mayr-Nusser, màrtir antinazi.
- Lilli Gruber, periodista i eurodiputada
- Siegfried Brugger, polític i diputat
- Josef Rampold, periodista
- Klaus Dibiasi, esportista i campió olímpic
- Romeo Benetti
- Carolina Kostner
- Attilio Brugnoli, aquest compositor mori en aquesta vila
- Tania Cagnotto
- Antonella Bellutti, ciclista
- Sylvio Lazzari, compositor musical.
- Mathias Albani (1621-1673), lutier i intèrpret de llaüt.